# (31631) Abbywilliams
(31631) Abbywilliams est un astéroïde de la ceinture principale.

## Description
(31631) Abbywilliams est un astéroïde de la ceinture principale. Il fut découvert le 7 avril 1999 à Socorro (Nouveau-Mexique) par le projet LINEAR. Il présente une orbite caractérisée par un demi-grand axe de 2,48 UA, une excentricité de 0,16 et une inclinaison de 6,7° par rapport à l'écliptique.

## Compléments